# Philoscia muscorum
Philoscia muscorum là một loài chân đều trong họ Philosciidae. Loài này được Scopoli mô tả khoa học năm 1763.
Loài này phổ biến ở châu Âu, các nước Anh và được tìm thấy ở miền nam Scandinavia đến Ukraine và Hy Lạp. Chúng cũng đã lan tới Washington và nhiều tiểu bang ở New England, cùng với đó là các bang Pennsylvania và New Jersey, cũng như Nova Scotia.

## Hình ảnh

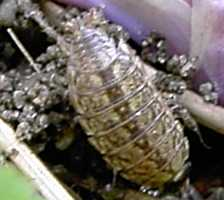